# كأس اليونان 2017–18
كأس اليونان 2017–18 (باليونانية: Κύπελλο Ελλάδος ποδοσφαίρου ανδρών 2017-18)‏ هو الموسم 76 من كأس اليونان. أشرف على تنظيمه الاتحاد الإغريقي لكرة القدم، وكان عدد الأندية المشاركة فيه 33، وفاز فيه نادي باوك.